# Midcourse Space Experiment
Midcourse Space Experiment (MSX) est un satellite artificiel développé au milieu des années 1990 pour répondre aux besoins du système de défense américain contre les missiles intercontinentaux.  Le projet est géré par le Ballistic Missile Defense Organization (BMDO devenu en 2002 la Missile Defense Agency) et le satellite est assemblé par le laboratoire APL. 

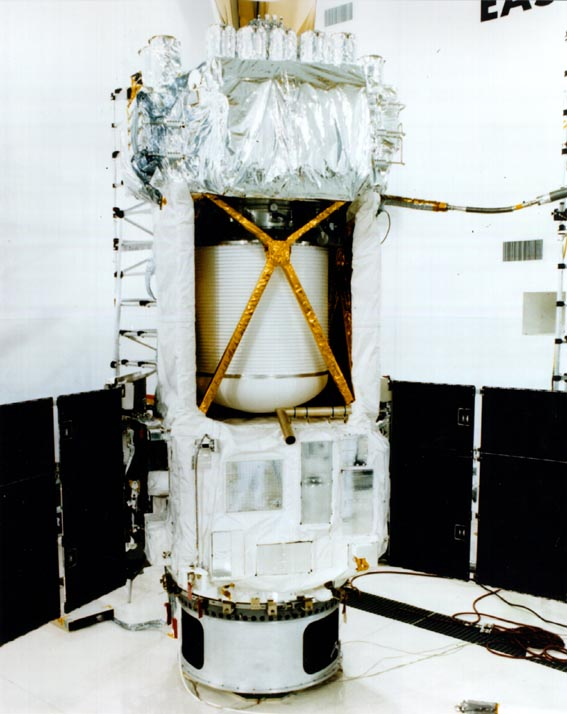
le télescope MSX peu avant son lancement.

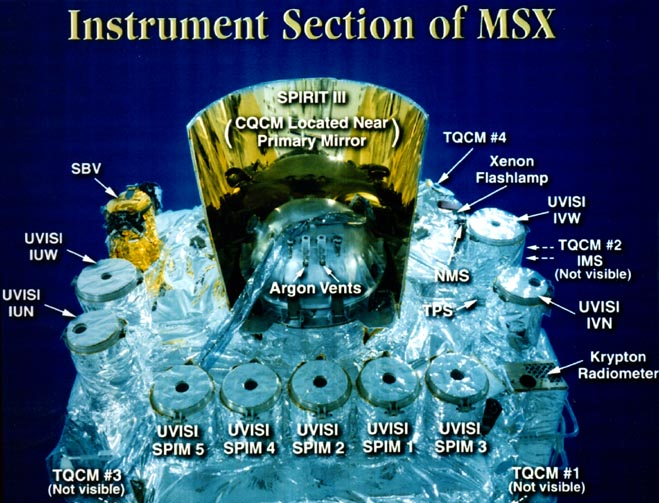
Section instrumentale de MSX.

L'objectif de la mission était de cartographier l'arrière plan céleste et terrestre visible durant la phase balistique extra-atmosphérique des missiles balistiques pour permettre aux capteurs du système de défense anti-missiles de mieux distinguer leurs cibles. Les données collectées ont permis également de faire un recensement très détaillé des sources infrarouges dans le plan galactique couvrant ainsi des besoins dans le domaine de l'astronomie. MSX est placé le 24 avril 1996 sur une orbite polaire (900 km). Quatre ans après son lancement, le satellite qui avait achevé ses objectifs principaux a été affecté au Réseau de surveillance spatiale des États-Unis pour lequel il a recensé les objets circulant en orbite géosynchrone. Ayant rempli tous ses objectifs avec succès la mission s'est achevée en juillet 2012 largement après la durée programmée de 7 ans.    
La charge utile de cet engin spatial de 2700 kg comprend un télescope fonctionnant dans l'infrarouge moyen et long refroidi par cryogénie ainsi que plusieurs spectrographes imageurs fonctionnant en lumière visible et dans l'ultraviolet. Ces instruments couvrent les bandes spectrales allant de l'ultraviolet (110 nanomètres) à l'infrarouge long (28 micromètres). 

## Contexte

### Mise au point du système antimissile balistique américain
Le projet MSX est une contribution à la mise au point du système défense américain contre les missiles intercontinentaux développé dans le cadre du projet Ground-Based Midcourse Defense (GMD). Le  système  repose sur des missiles antibalistiques qui doivent intercepter les ogives entrant dans l'espace alors que celles-ci sont à mi-parcours du vol de leur trajectoire balistique. Les capteurs de ces missiles doivent pouvoir identifier les cibles et distinguer celles qui représentent une menace. Pour y parvenir il est nécessaire de caractériser le comportement et la signature des cibles et de parvenir à les dégager de l'arrière plan. Il faut modéliser avec une grande fidélité les arrières plans céleste, terrestre et le limbe terrestre. Ces données doivent être collectées pour l'ensemble du globe et sur une période suffisamment longue pour prendre en compte les variations saisonnières et géographiques.

### Campagnes d'observation antérieures
Pour modéliser l'arrière plan plusieurs expériences ont été menées en particulier la série des Delta et deux expériences epériences embarquées sur la navette spatiale américaine : l'Infrared Background Signature Survey et la Cryogenic Infrared Radiance Instrumentation. Ces expériences ont collecté des données exploitables mais insuffisante du fait de la durée trop brève des missions et de la sensibilité limitée des capteurs. La mission MSX a pour objectif de pallier ces insuffisances.

## Objectifs de la mission MSX
MSX observe les longueurs d'onde de 4,29 µm, 4,35 µm, 8,28 µm, 12,13 µm, 14,65 µm et 21,3 µm. Le télescope infrarouge de 33 cm SPIRIT III refroidi par un bloc d'hydrogène solide et équipé de cinq capteurs infrarouges à balayage ligne au plan focal.
L'étalonnage de MSX posa un défi pour les concepteurs de l'expérience, car les données de base n'existaient pas pour les bandes spectrales qui devaient être observées. Les ingénieurs résolurent le problème en faisant tirer par MSX des projectiles de composition connue en face des détecteurs, et en calibrant les instruments avec les courbes de corps noir connues des objets. La calibration de MSX servit de base pour les autres satellites travaillant dans les mêmes gammes de longueur d'onde, dont AKARI (2006-2011) et le télescope spatial Spitzer.

## Caractéristiques techniques

### Plateforme
MSX est un satellite de 2812 kg dont le corps a la forme approximative d'un parallélépipède de 160 x 160 x 520 centimètres. Il est composé de trois éléments qui s'échelonnent sur sa longueur. La section inférieure contient l'électronique et repose sur l'adaptateur qui lie le satellite à son lanceur. Cette section sert d'embase au télescope infrarouge SPIRIT-III. La section médiane est une structure qui contient l’instrument SPIRIT-III. La section supérieure héberge les instruments et leurs détecteurs. Le satellite est conçu pour suivre une cible (missile balistique) se déplaçant rapidement en pointant l'ensemble de ses instruments vers celle-ci sur une durée qui peut atteindre une demi-heure. Cet objectif central a joué un rôle majeur dans la définition de l'architecture du satellite. Le satellite est stabilisé 3 axes à l'aide de quatre roues de réaction et trois magnéto-coupleurs. Les capteurs utilisés pour contrôler l'attitude comprennent deux gyrolasers un viseur d'étoiles, deux capteurs d'horizon, cinq capteurs solaires et un magnétomètre tri-axial. La précision de pointage obtenue est de 0,1°. L'énergie est fournie par deux panneaux solaires fournissant chacun 1200 watts en début de vie orientable avec un degré de liberté. L'énergie est stockée dans une batterie nickel hydrogène à 22 éléments d'une capacité de 50 ampères-heures. Les données collectées sont enregistrées sur deux enregistreurs à bande magnétique d'une capacité unitaire de 54 gigabits. Les communications avec les stations terriennes se font en bande X avec un débit de 25 ou 5 mégabits par seconde (transmission des données au sol) et en bande S (télémesures, envoi des commandes). Le satellite dispose également d'un radar passif destiné à fournir la position de cibles à une distance maximale de 8000 kilomètres avec une précision de 0,1°. 

### Instruments

#### Caméra SBV
La caméra SBV ((Space Based Visible) est développée par le laboratoire Lincoln du MIT. Son rôle est de collecter la signature des étoiles en lumière visible et d'établir un catalogue des objets en orbite autour de la Terre. Dotée d'une optique ayant une ouverture de 15 centimètres, elle observe en lumière visible (0,3-0,9 micromètre) avec un champ de vue de 60 microradians. Son détecteur est un CCD spécifiquement développé pour la mission doté de 420 x 1680 pixels. L'instrument pèse 78 kg et consomme 68 watts.

## Déroulement de la mission
MSX est lancé 24 avril 1996 par une fusée Delta II décollant depuis Vandenberg AFB en Californie. MSX est placé sur une orbite polaire héliosynchrone à 898 km d'altitude avec une inclinaison orbitale de 99,16 degrés. L'agence BMDO est charge du déroulement de la mission avec les différentes laboratoires mettant en œuvre les instruments tandis que l'APL est responsable du contrôle du satellite. Durant les 10 premiers mois de la mission, le télescope infrarouge SPIRIT-III fonctionne mais début 1997 l'hydrogène solide qui maintient la température des détecteurs à 12 kelvin s'est complètement évaporé et l'instrument devient inopérant. La suite instrumentale UVISI qui ne nécessite pas de refroidissement réalise des sondages de l'atmosphère terrestre en utilisant la technique de l'occultation stellaire. 200 observations sont ainsi effectuées entre avril 1996 et mars 2000. Durant la pluie de météores des Léonides du 18 novembre 1999 les spectrographes imageurs UVISI réalisent la première analyse spectrale complète sur les longueurs d'onde comprises entre 110 et 860 nanomètres.Quatre après son lancement les objectifs définis dans le cadre du système anti-missiles balistiques sont atteints. La nouvelle mission de MSX est la détection et la surveillance des objets en orbite autour de la Terre et MSX, qui fait désormais partie du Réseau de surveillance spatiale des États-Unis est transféré à l'Air Force Space Command le 2 octobre 2000. Ces opérations sont effectuées à l'aide de l'instrument SBV le seul encore actif à cette date. Cet instrument, le seul à réaliser la tâche d'identification des débris spatiaux depuis l'espace, permet de cartographier et d'identifier l'ensemble des objets présents au niveau de l'orbite géosynchrone de la Terre.
La mission s'achève avec l'épuisement des ergols en juillet 2008 soit 8 ans après la fin de vie théorique du satellite. Le satellite ne dispose plus d'ergols pour permettre une déorbitation rapide. Des opérations sont effectuées pour que le satellite ne puisse plus redevenir actif malgré les automatismes du système de survie, en particulier pour qu'il produise pas d'émissions radio.

## Résultats scientifique

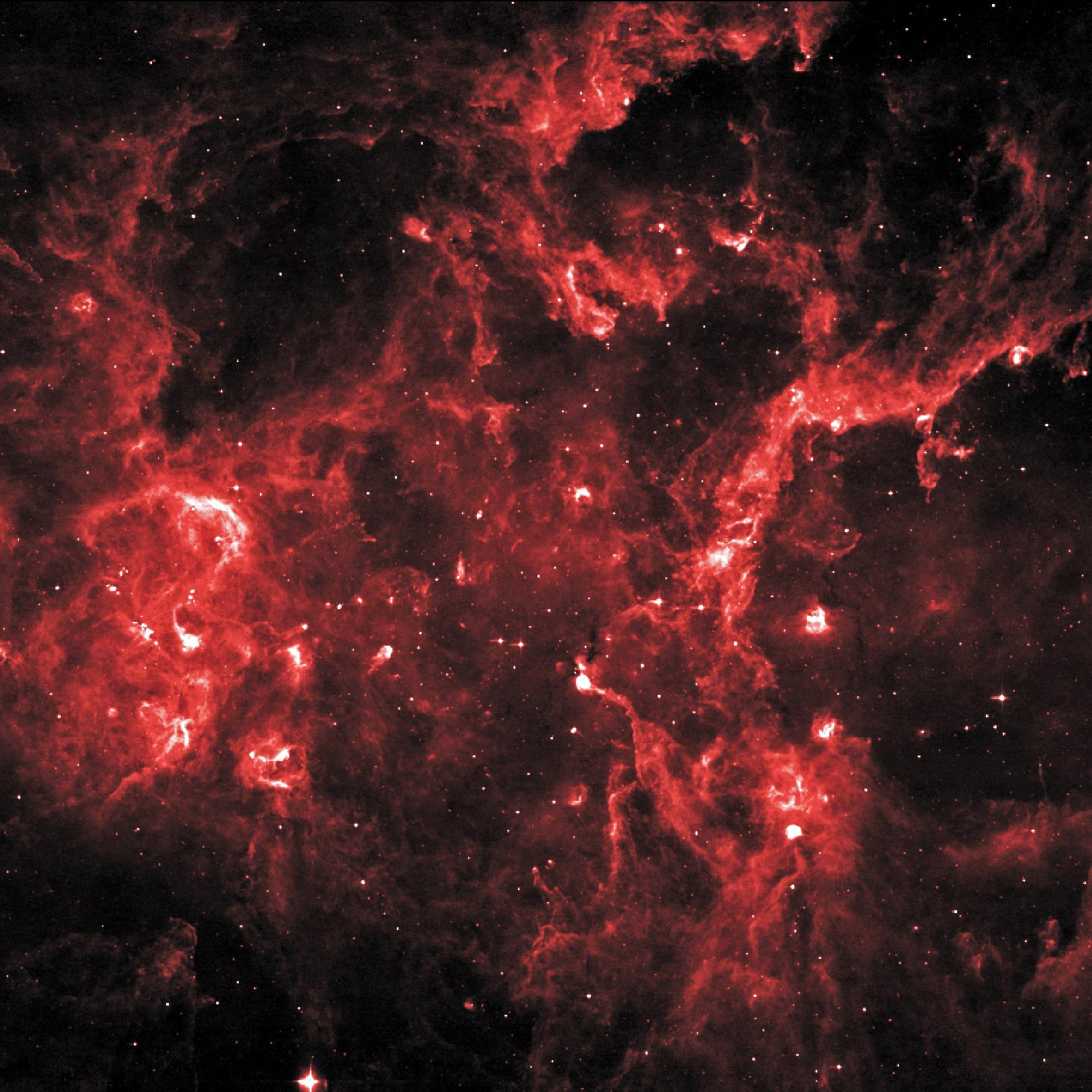
Pouponnière d'étoiles autour de Cygnus X vu par le télescope dans l'infrarouge moyen (8 micromètres).

Durant les 10 mois qui ont suivi le lancement (jusqu'à épuisement de l'hydrogène solide), le télescope SPIRIT-III cartographie dans l'infrarouge le plan galactique ainsi que des zones du ciel, soit non observées, soit identifiées comme particulièrement brillantes par le télescope spatial Infrared Astronomical Satellite (IRAS). Le plan galactique a été cartographié dans quatre bandes spectrales en infrarouge moyen (entre 6 et 25 micromètres) sur une hauteur de 5° avec une résolution spatiale de 18,3 secondes d'arc. Quatre passes ont été effectuées sur les deux tiers de cette région permettant d'assembler 1680 images couvrant chacune une superficie de 1,5x1,5° avec une résolution de 6 secondes d'arc dans chacune des bandes spectrales. Les données astronomiques recueillies par MSX sont actuellement disponibles dans le Infrared Science Archive (IRSA) fournie par le Infrared Processing and Analysis Center (IPAC) de la NASA. Une collaboration entre le Air Force Research Laboratory et l'IPAC a conduit à créer une archive contenant des images couvrant environ 15% du ciel, dont l'ensemble du plan galactique, le Grand Nuage de Magellan et des régions du ciel non observées par IRAS.

## Débris spatial
La seule personne connue ayant été heurtée par un débris spatial fut touchée par un morceau de la fusée Delta II qui lança MSX. Lottie Williams s'entraînait dans un parc à Tulsa le 22 janvier 1997 lorsqu'elle fut touchée à l'épaule par un morceau de 15 cm d'un matériau métallique noirci. Le U.S Space Command confirma que la fusée Delta II du lancement d'avril 1996 de Midcourse Space Experiment était rentrée dans l'atmosphère 30 minutes plus tôt. L'objet la heurta à l'épaule et tomba sur le sol sans la blesser. Williams conserva l'objet et des tests de la NASA montrèrent ultérieurement que le fragment était similaire aux matériaux de la fusée, et Nicholas Johnson, le responsable scientifique des déchets orbitaux de l'agence pense qu'elle fut effectivement touchée par un morceau de la fusée,.